# Tokuyama-Talsperre
Die Tokuyama-Talsperre (jap. 徳山ダム, Tokuyama damu) ist eine im Jahr 2008 fertiggestellte Talsperre mit einem Wasserkraftwerk in Japan in der Präfektur Gifu. Sie dient neben der Stromerzeugung dem Hochwasserschutz, der Wasserversorgung und der Bewässerung. Das Absperrbauwerk ist ein Steinschüttdamm.

## Geschichte
- Im Dezember 1957 wurde der Ibi-Fluss von der "Electric Power Development Company" für Studien zur Nutzung der Wasserkraft ausgewählt.
- Im Mai 1976 gab das Bauministerium das Bulletin "Grundsätze des Tokuyama-Talsperrenprojekts " heraus.
- Im Dezember 1982 wurde das Projekt zu einem Pumpspeicherwerk mit 400 MW umgearbeitet.
- Im Mai 2000 begannen die Arbeiten am Hauptteil.
- Im Mai 2004 wurde der Plan für das 400 MW-Pumpspeicherwerk, das 2008 den Betrieb aufnehmen sollte, in ein konventionelles Speicherkraftwerk mit 153 MW umgewandelt, das 2014 starten soll.
- Im September 2006 begann man mit dem Probestau des Reservoirs der Tokuyama-Talsperre.
- Im Jahr 2008 waren die Arbeiten an dem Absperrbauwerk der Talsperre beendet.

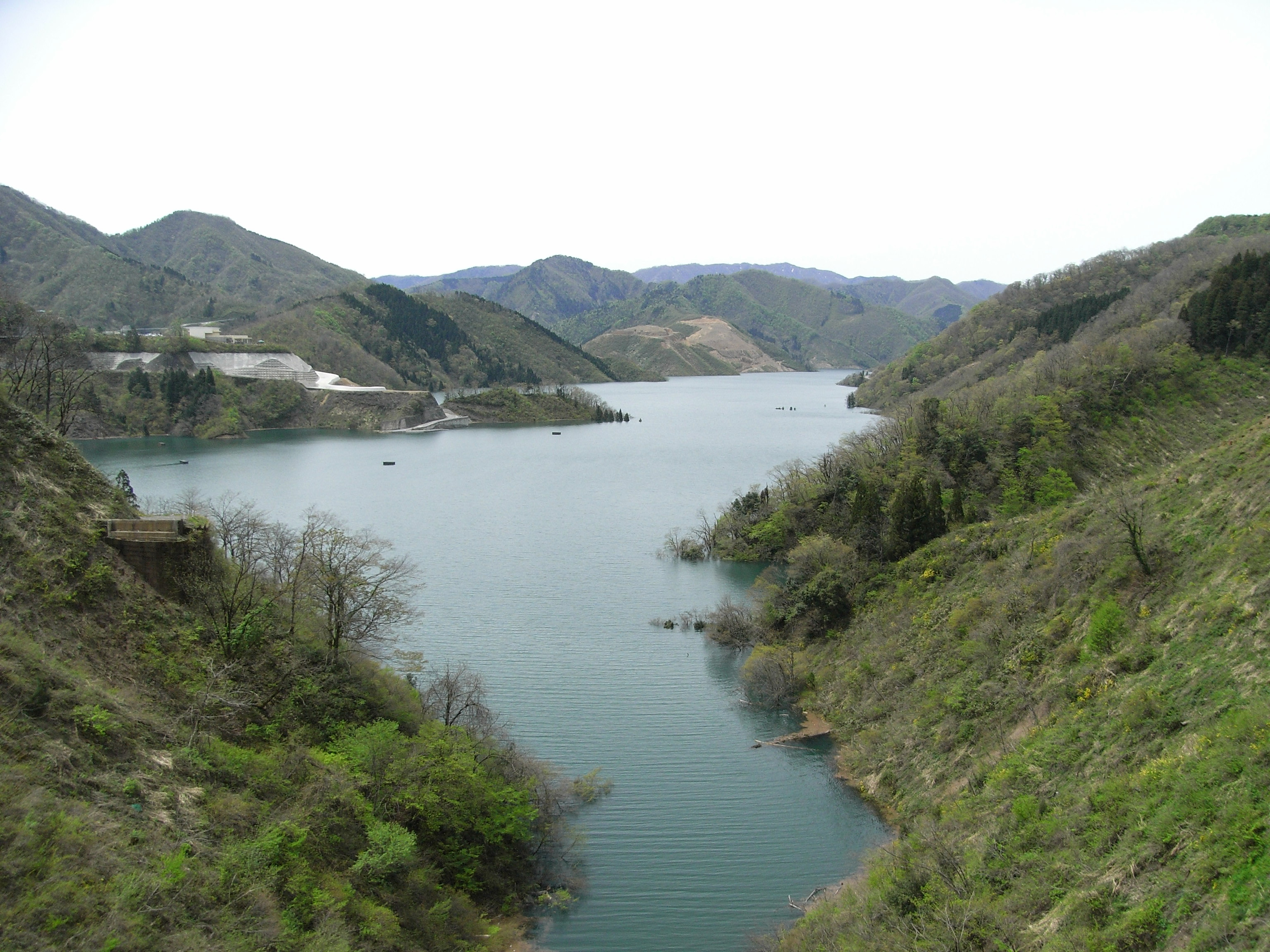
Der Stausee im Probestau